# Triodia intermedia
Triodia intermedia là một loài thực vật có hoa trong họ Hòa thảo. Loài này được Cheel miêu tả khoa học đầu tiên năm 1919.